# Arthez-de-Béarn
Arthez-de-Béarn is een gemeente in het Franse departement Pyrénées-Atlantiques (regio Nouvelle-Aquitaine). De plaats maakt deel uit van het arrondissement Pau. Arthez-de-Béarn telde op 1 januari 2022 1.829 inwoners.

## Geografie
De oppervlakte van Arthez-de-Béarn bedroeg op 1 januari 2022 27,92 vierkante kilometer; de bevolkingsdichtheid was toen 65,5 inwoners per km².

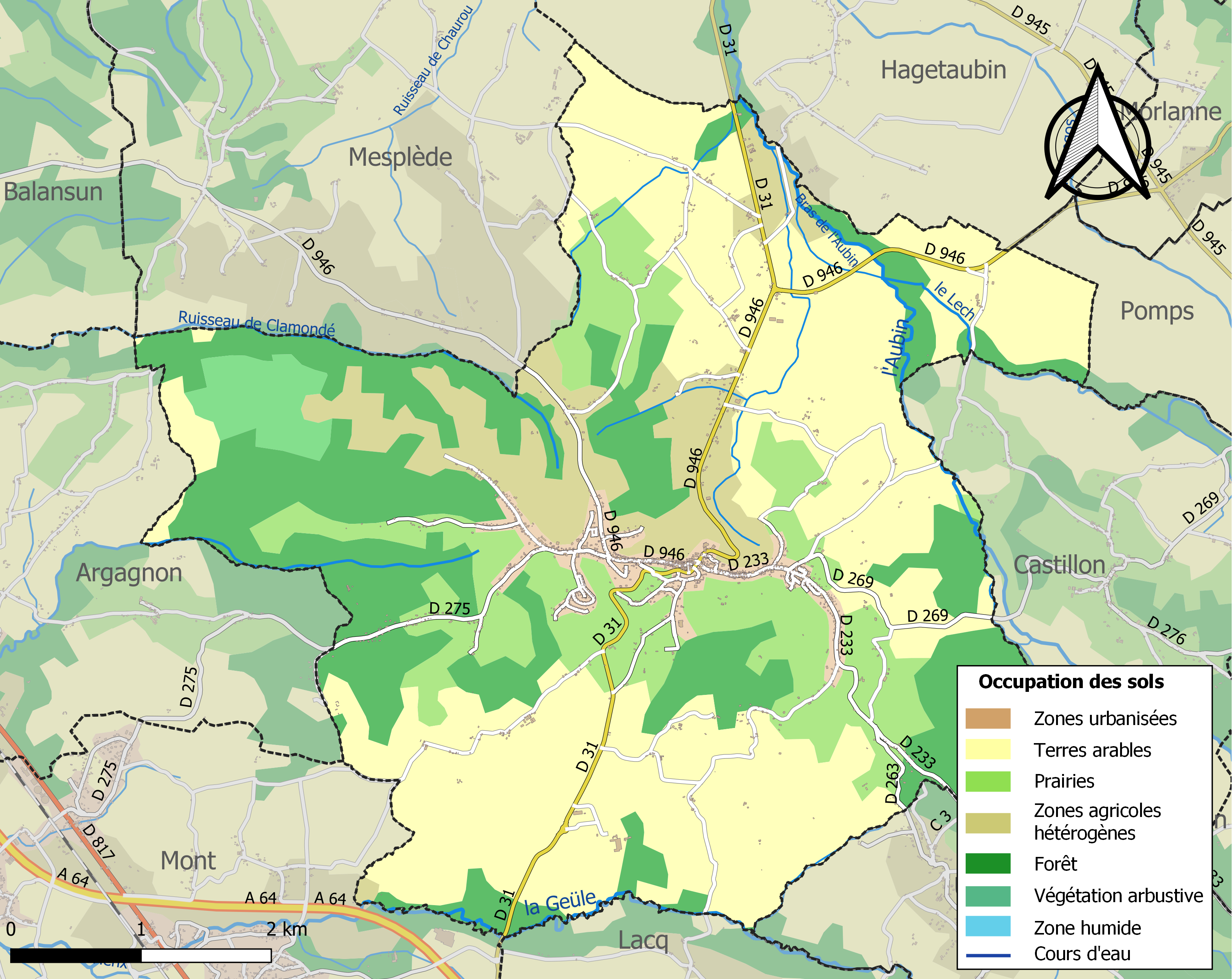
Kaart van de gemeente met belangrijkste infrastructuur, bodemgebruik en omliggende gemeenten

## Demografie
Onderstaande figuur toont het verloop van het inwonertal (bron: INSEE-tellingen).